# Georg Hoffmann (Politiker, 1858)
Georg Hoffmann (* 9. März 1858 in Glogau; † nach 1899) war ein deutscher Verwaltungsjurist und Landrat.

## Leben
Georg Hoffmann erhielt im Juli 1878 das Reifezeugnis am Gymnasium Glogau und studierte an den Universitäten  Breslau,  Tübingen und  Berlin Rechtswissenschaften. Seine Prüfung zum Gerichts-Referendar bestand er am 29. Dezember 1882 beim Kammergericht Berlin und die Prüfung zum Regierungs-Assessor legte er am 24. März 1888 mit „Ausreichend“ ab. Seinen Militärdienst leistete er als Einjährig-Freiwilliger beim  Thüringischen Ulanen-Regiment Nr. 6 und war Secondeleutnant der Reserve des Ulanen-Regiment „Kaiser Alexander III. von Rußland“ (Westpreußisches) Nr. 1. Beim Oberlandesgericht Breslau wurde er am 16. Januar 1883 zum Gerichts-Referendar und zwei Jahre später bei der Regierung Posen zum Regierungs-Referendar ernannt. Nachdem er im Oktober 1891 bei der Regierung Frankfurt/Oder als Assessor tätig gewesen war, erhielt er am 28. Oktober 1891 den Auftrag zur kommunalen Verwaltung des Landratsamtes Beckum. Im September 1892 bat der Kreistag Beckum einstimmig um Ernennung Hoffmanns. Die definitive Ernennung zum Landrat des Kreises Beckum war am 7. November 1892. Mit der Begründung, er habe sich nie um ein Landrats-Mandant beworben, bat er im Oktober 1896 um Versetzung an eine Bezirksregierung. Am 1. Mai 1899 wurde Hoffmann ohne vorheriges Disziplinarverfahren und ohne Pensionszahlungen aus dem Staatsdienst entlassen. Hoffmann war Mitglied des Provinziallandtages der Provinz Westfalen.

## Ehrungen
- Landwehrdienstauszeichnung II. Klasse